# Alife
Alife je italská obec v provincii Caserta v oblasti Kampánie.
V roce 2010 zde žilo 7 614 obyvatel.

## Sousední obce
Alvignano, Baia e Latina, Dragoni, Gioia Sannitica, Piedimonte Matese, San Potito Sannitico, Sant'Angelo d'Alife